# 황석산성 전투
황석산성 전투(黃石山城 戰鬪)는 정유재란 당시 경상도 황석산성에서 곽준과 조종도 밑 일부 백성들과 부녀자들까지 참여하여 왜군에 맞서 싸운 전투로 끝내 패배하여 황석산성은 함락당했다.

## 같이 보기
- 황석산
- 함양 황석산성